# نصب تذكاري لنساء الحرب العالمية الثانية
نصب تذكاري لنساء الحرب العالمية الثانية، (بالإنجليزية:Monument to the Women of World War II)، وهو نُصب تذكاري يقع في شمال طريق وايت هول بلندن ونحته والنحَات جون ميلس (نحات). وكشفت عنه الملكة إليزابي الثانية ملكة بريطانيا في شهر يوليو عام 2005 رئيس مجلس العموم (المملكة المتحدة) السابق بيتي بوسروي، وما قام به بعد ذلك بأداء المراسم الدينية الخاصة تقديساً له.
تولت الجمعيات الخيرية خصيصاً أمور الإنفاق على بناؤه. كما شارك صندوق التراث الوطني التذكاري في نفقات تمويل بناؤه أيضاً. ناهيك عن قيامه بجمع تبرعات من خلال النسخة الأجنبية من برنامج (من سيربح المليون).

## تاريخه
كانت فكرة بناء النصب التذكاري في الأساس فكرة (ديفيد ماكنالي روبرتسون)، أطلق فكرته عام 1997، وحينها اكتشف أن الكثير من بلاد العالم قامت بتشييد نصب تذكاري لتخليد ما قامت به النساء من انجارات في فترة الحرب العالمية الثانية. لكن إنجلترا على العكس لم يتم بناء هذا النصب التذكاري فيها، لذا في بادية انطلاق الحركة، قاموا بعمل حملات تبرع في كاتدرائية يورك لجمع تبرعات من أجل بناء هذا النصب بها. تولى كلاً من مسؤول المدفعية البرياطنية الملكية (إيندا ستور) و (ميلدريد فيال). بعد جمع كافة أموال التبرعات، تم بناء النصب التذكاري. وانضم إليهم شخوص كثيرون أمثال: «بيتي بوتروي، فيرا لين، وآن (أميرة)».
ثم أصبح بوتري بعد ذلك هو المُموَل الأول لمشروع النصب التذكاري. وجاء في المرتبة الثانية كلاً من:«بيتي بوتروي، فيرا لين، وآن (أميرة)»
بالإضافة إلى أعضاء مجلس العموم المتمثلين في:«هيو بيلي وبارون فينلي»، ومدير متحف الحرب الإمبراطوريروب كروفورد.
تبرع صندوق التراث الوطني التذكاري بمبلغ 934,115 جنيه استرليني، وقام «بيتي بوتروي» بالتبرع ب بمبلغ 800,000 جنيه استيرليني من خلال النسخة الأجنبية من برنامج (من سيربح المليون) والتي تقوم قناة آي تي في الفضائية التي تقوم ببثه، وتم انفاق تلك المصاريف على بناء هذا النصب.

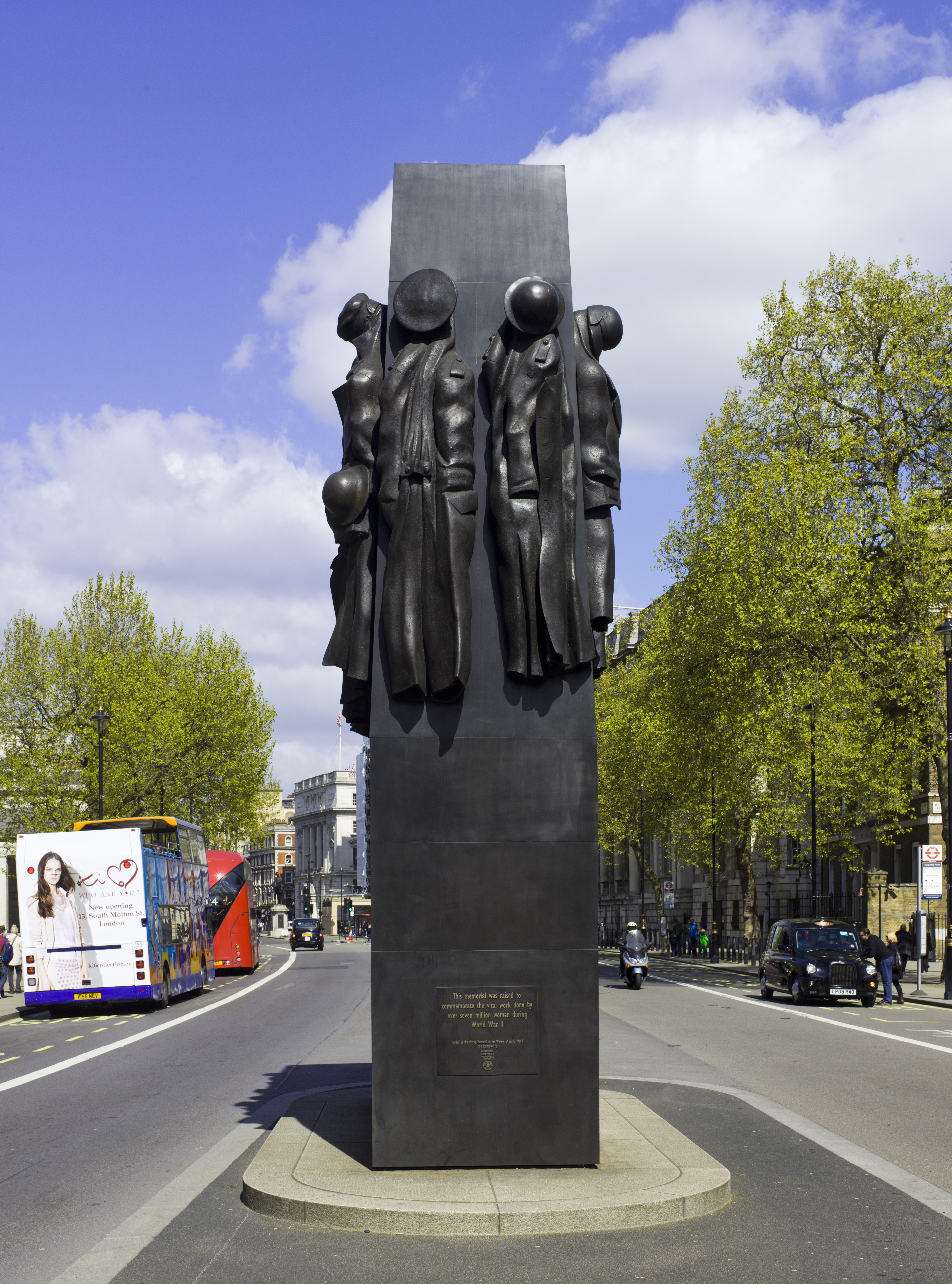
صورة مأخوذة من جهة الشمال للنصب التذكاري لنساء الحرب العالمية الثانية

## تصميمه
في البداية، تم تصميمه على شكل ضابطات دفاع جوي يحمين أطفال صغار. لكن التصميم تغير بعد ذلك عدة مرات، يبلغ ارتفاعه 22 قدم بما يعادل (6.7 متر)، وعرضه 6 قدم بما يعادل (1.8 متر)، وارتفاعه 16 قدم بما يعادل (4.9متر). تشير الكلمات المحفورة على النصب التذكاري إلى الكلمات المكتوبة على علب الحبوب. النساء على الجوانب الأربعة يرتديوا سبعة عشر زي متخلف. كل زي فيهم يعبر عن يرمز إلى مختلف من العناء الذي تكبدته النساء أثناء فترة الحرب العالمية الثانية، ومراتبهم اللائي تخلوا عنها عند انتهاء الحرب، وقام الرجال بعد ذلك باستكمال مسيرتهن.تضم هذه الملابس الزي الرسمي للجيش النسائي الأرضي، وزي قوات البحارة الملكية النسائيةالخدمية
ناهيك عن زي الممرضات والشرطة وأدوات عاملي اللحام. 

## الكشف عنه
جزء من الاحفتال بالذكرى الستين لانتهاءالحرب العالمية الثانية. أعلنت عنه الملكة إليزابيث الثانية ملكة بريطانيا في التاسع من يوليو عام2005، وكان ذلك بعد حدوث واقعة تفجيرات لندن 7 يوليو 2005 بيومين. قام كلاً من:«بيتي بوتروي، ومارغريت ثاتشر، وفيرا لين، وزير الدفاع جون ريد» بالاشتراك في مراسم الاحتفال، بالإضافة إلى أعداد غفيرة من المحاربات المخضرمات، ومن ضمنهم المحاربات اللواتي حصلن على أوسمة حربية أمثال: «نانسي ويك». وقائدات طائرة إيه إتش-64 أباتشي، وويستلاند سي كينغ، وويستلاند لينكس، وأغستاوستلاند إيه دبليو 101، بالإضافة إلى خمسة تشكيلات عسكرية أخرى كانت تجوب عنان السماء في وقت الإعلان عن النصب التذكاري. بالإضافة إلى الطائرتين بانافيا تورنادو إيه دي في اللائي كانت تقدهنَ سيدات.由女性官兵駕駛的阿帕契直升機、قالب:Link-en、山貓直升機、契努克直升機以及灰背隼直升機等五架軍機編隊亦經過揭幕時分的天空。隨後，兩架同樣由女性飛官駕駛的قالب:Link-en劃過天際。
قام المُمول الأساسي لهذا المشروع ورئيس مجلس العموم (المملكة المتحدة) السابق بيتي بوسروي في الحل، بإلقاء الكلمات الافتتاحية الآتية: «هذاالنصب محفور خصيصياً لكل من يرتدي زي رسمي ويدفاع عن الحريات، سيقف هذا النصب شامخاً، لعل كل من يمر أمامه يسأل نفسه من هن تلك النسوة؟، ويبحث في التاريخ عن الإجابة». 

## تدميره
بعد فوز حزب المحافظين في انتخابات بريطانيا عام 2015، تم طلاء النصب التذكاري باللون الأحمر، وأٌطلق على هذه الفِعلة بأنها فعلة دنئية تجلب العار، وتم إلقاء القبض عل أكثر من 17 شخص وزكّهم في وايت هول.